# Eje Expo

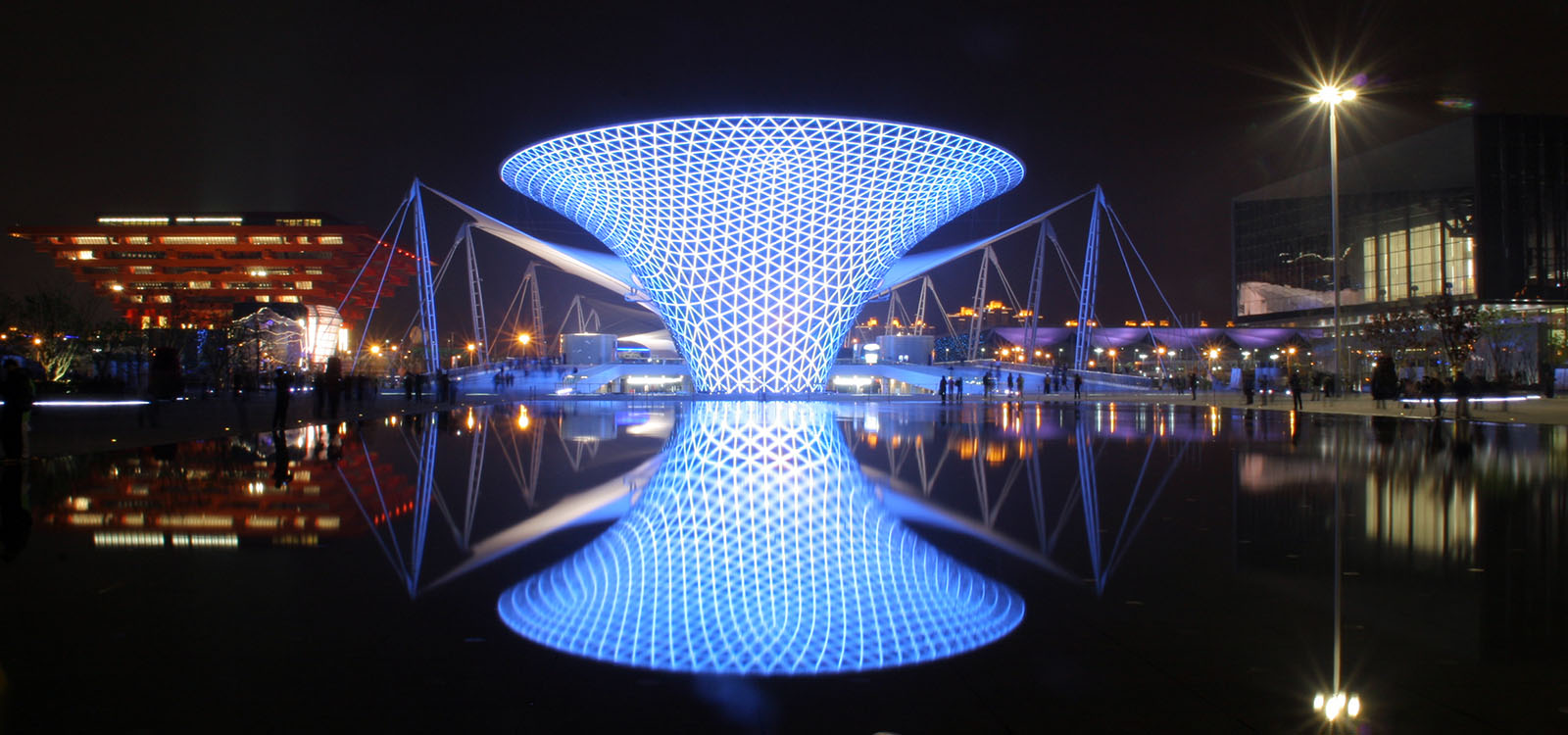
Vista nocturna del Eje Expo

El Eje Expo es un paseo público ubicado en el recinto de la Exposición Universal de 2010 que se celebra en Shanghái entre el 1 de mayo y el 31 de octubre de 2010. Conocido también como el «Bulevar de la Expo», está emplazado entre las zonas A y la B de la Expo, ubicadas en el distrito de Pudong. Fue uno de los proyectos urbanísticos más importantes de la Expo y una de las cinco construcciones que permanecieron después de la conclusión de ésta.

## Arquitectura

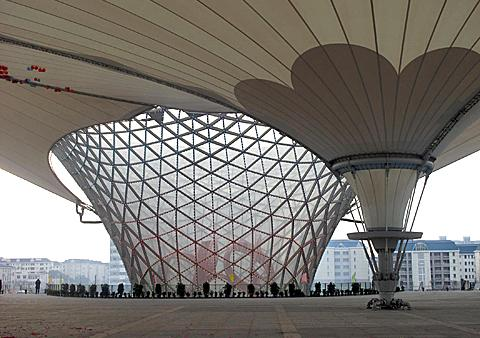
Detalle de las columnas y del techo cubiertas por la membrana plástica

El Eje Expo, cuyas obras comenzaron en  de 200, fue construido bajo diseño del estudio de arquitectura alemán Knippers Helbig. Consiste en un paseo elevado de casi 1 km de longitud y 100 m de amplitud, que va de la entrada principal hasta la orilla del río Huangpu y que está techado por una construcción a base de una membrana plástica, sostenida por 50 mástiles y por seis grandes columnas en forma de embudo. En la parte baja del paseo (la que está a ras del suelo), que tiene una superficie utilizable total de 350.000 m², se encuentran una serie de establecimientos comerciales, restaurantes, puntos de información, así como las taquillas de entrada.
El techo tiene una cubierta hecha por una membrana plástica especial, hecha de fibra de vidrio recubierta con PTFE, con una superficie total de 65.000 m². Está sostenido por 50 mástiles (19 interiores y 31 exteriores) y por seis cuerpos centrales o columnas en forma de embudo de 45 m de altura y 80 m de proyección libre, cada uno con una superficie de cerca de 5.000 m². Estas columnas, construidas con acero y cristal, se internan en los bajos, brindando luz y ventilación natural a los establecimientos de la zona baja.